# Інформаційне забруднення
Інформаці́йне забру́днення — поняття, яке включає: 1) засмічення інформаційних ресурсів непотрібними, невідповідними та низькоякісними даними; 2) продукування нової інформації, яке ускладнює або погіршує здійснення виробничої чи іншої діяльності людини і негативно впливає на її фізичний та емоційний стан. Поширення непотрібної та небажаної інформації може мати згубний вплив на діяльність людини і є одним з негативних ефектів інформаційної революції. Прикладами інформаційного забруднення є дезінформування(поширення фейків), небажана електронна пошта (спам) та публікація низькоякісних матеріалів у друкованих ЗМІ та інших медіаресурсах.
Інформаці́йний шум — неважлива, вторинна інформація, якою супроводжується або заміщується основне повідомлення.
Шумування інформаційне — елемент інформаційних технологій; штучне перевантаження споживача інформації незначущою вторинною, «зайвою» інформацією з метою відвернути його увагу від отримання інформації, оприлюднення якої є небажаним для когось.

## Загальна інформація
Інформаційне забруднення зазвичай стосується змісту медіаресурсів (електронні та друковані ЗМІ) та даних, які передаються за допомогою цифрових комунікацій (електронна пошта, обмін повідомленнями, соціальні мережі). Поняття набуло поширення після 2003 року, коли експерт з вебтехнологій Якоб Нільсен опублікував статті, в яких обговорювалась ці проблема. Ще в 1971 році дослідники висловлювали думки щодо негативних наслідків необхідності «пошуку цінних даних в горах сміття, в якому вони є як випадково розсіяний незначний компонент». Люди використовують інформацію, щоб ухвалювати рішення та адаптуватися до обставин, а когнітивні дослідження показали, що люди можуть обробляти лише обмежений обсяг інформації до того, як якість їхніх рішень почне погіршуватися. Інформаційне перевантаження є пов'язаною концепцією, яка також може зашкодити прийняттю рішень, це стосується великої кількості доступної інформації, незважаючи на її якість.
Хоча вважається, що розвиток інформаційних технологій загострив проблему, це не єдина причина інформаційного забруднення — все, що відволікає увагу від суттєвих фактів, необхідних для виконання завдання або прийняття рішення, можна вважати забруднювачем інформації.
Інформаційне забруднення розглядається як цифровий еквівалент забруднення довкілля, спричиненого промисловими процесами. Деякі автори стверджують, що перевантаження інформацією є кризою глобальних масштабів, як і загрози, які несе руйнування навколишнього середовища. Інші висловлюють думку, що є потреба в розробці парадигми управління інформацією, яка б відповідала практикам управління навколишнім середовищем.

## Прояви
Хоча інформаційне забруднення може поширюватися у багатьох формах, його прояви можна згрупувати:
- забруднення електронної інформації (спам, миттєві повідомлення, небажаний контент вебсайтів);
- інформаційне забруднення в матеріалах друкованих та електронних видань (непотрібна реклама, недостовірна інформація, зайві відомості в довідниках та на мапах тощо);
- інформаційне забруднення в мобільних телефонах (небажані повідомлення, рингтони, небажані телефонні дзвінки тощо);
- інформаційне забруднення транспорту та навколишнього середовища (перевантаження громадського транспорту повідомленнями рекламного, розважального, інформаційного характеру; велика кількість білбордів, лайтбоксів, інших видів зовнішньої реклами);
- інші види інформаційного забруднення.

Типовими прикладами інформаційного забруднення є небажані електронні повідомлення (спам) і миттєві повідомлення, особливо на робочому місці. Мобільні телефони (дзвінки, сповіщення, навіть мелодії дзвінка) можуть відволікати від виконання професійних обов'язків. Крім того, інформаційне забруднення може виникати при зниженні якості інформації. Йдеться про неточну або застарілу інформацію, а також про погане подання інформації, наприклад, коли зміст не сфокусований або неясний, або коли його подано в захаращених, багатослівних або погано організованих документах, які читачеві складно зрозуміти.
Закони та нормативні акти зазнають змін і переглядів, але посібники та інші джерела, які використовуються для тлумачення цих законів, можуть відставати від змін роками, що може спричинити дезінформацію громадськості.

## Причини

### Культурні фактори
Інформаційному забрудненню сприяли культурні фактори.
Традиційно інформацію ми сприймаємо як щось потрібне і добре, оскільки звикли до таких тверджень, як «інформації не буває забагато», «чим більше інформації, тим краще» і «знання — сила». Видавнича та маркетингова індустрії звикли друкувати багато примірників книг, журналів і брошур, незалежно від попиту споживачів, на випадок, якщо вони знадобляться.
Нові технології полегшили всім доступ інформації, демократизували обмін інформацією. Це сприймається як ознака прогресу та розширення можливостей особистості, а також як позитивний крок до подолання розриву між інформаційно бідними та інформаційно багатими, однак це також збільшує обсяг інформації, яка відволікає увагу. Через це складніше відрізнити цінну інформацію від шуму. Постійну присутність реклами на вебсайтах, у технологіях, газетах і повсякденному житті також називають «культурним забрудненням».

### Інформаційні технології
Технологічний прогрес ХХ століття і, зокрема, Інтернет, відіграють ключову роль у збільшенні інформаційного забруднення. Блоги, соціальні мережі, персональні вебсайти та мобільні технології — все це сприяє збільшенню кількості «зайвої інформації». Рівень інформаційного забруднення може залежати від контексту, наприклад, електронна пошта, ймовірно, спричинить більше інформаційного забруднення в корпоративному середовищі. Використання мобільного телефону, ймовірно, особливо заважатиме в замкнутому просторі, наприклад в офісі або у вагоні потяга.

## Наслідки
Наслідки інформаційного забруднення можна побачити на багатьох рівнях.

### Особистість
На особистому рівні інформаційне забруднення впливає на здатність людини оцінювати варіанти та знаходити адекватні рішення. Це може призвести до перевантаження інформацією та тривоги, паралічу рішень і стресу, а також може порушувати процес навчання індивіда.

### Суспільство
Деякі автори стверджують, що інформаційне забруднення та перевантаження інформацією можуть спричинити втрату перспективи та моральних цінностей. Цей аргумент може пояснити байдуже ставлення суспільства до таких тем, як наукові відкриття, попередження про здоров'я чи політика. Інформаційне забруднення робить людей менш чутливими до заголовків і більш цинічними до нових повідомлень.

### Підприємництво
Інформаційне забруднення сприяє перевантаженню інформацією та стресу, а отже, заважає прийняттю рішень. Збільшений час обробки призводить до втрати продуктивності та прибутку, прийняття неправильних рішень збільшує ризик критичних помилок.

## Способи вирішення проблеми
Напрямки зменшення впливу інформаційного забруднення вивчає інформаційна екологія.
Пропоновані рішення включають методи управління та вдосконалені технології.
- Технологічні альтернативи[1] включають системи підтримки прийняття рішень та інформаційні панелі, які дозволяють визначити пріоритетність інформації[10]. Технології, які створюють постійне «забруднення», можна замінити «чистішими» варіантами[7]. Крім того, технологія може покращити якість подання інформації, сприяючи її розумінню.
- У цьому можуть допомогти політики використання електронної пошти[12] і стратегії забезпечення цілісності інформації[1]. Можна застосовувати тайм-менеджмент і стрес-менеджмент, що передбачає встановлення пріоритетів і мінімізацію перерв. Удосконалені практики керування створенням вмісту та подання даних можуть мінімізувати вплив інформаційного забруднення на інших.

## Споріднені терміни
Термін інформатизаційне забруднення (англ. infollution) ввів Пек-Дже Чо, колишній президент і генеральний директор KTC (Korean Telecommunication Corp.), у промові 2002 року на 14-й конференції Міжнародного телекомунікаційного товариства (ITS), що проводиться раз на два роки, для опису будь-яких небажаних побічних ефектів, викликаних інформаційними технологіями та їх застосуваннями.